# Championnat sud-américain de football de 1959 (Équateur)
Pour les articles homonymes, voir Championnat sud-américain de football de 1959.
Navigation
Argentine 1959 Bolivie 1963
Le Championnat sud-américain de football de 1959 en Équateur est la vingt-septième édition du championnat sud-américain de football des nations, connu comme la Copa América depuis 1975, qui a eu lieu à Guayaquil en Équateur du 5 au 25 décembre 1959.
Huit mois après le tournoi en Argentine, la CONMEBOL organise une nouvelle édition, sans toutefois décerner de trophée, appelée « extra ». L'Équateur accueille une deuxième Copa América après celle de 1947. Tous les matchs sont joués à l'Estadio Modelo de Guayaquil.
Les pays participants sont l'Argentine, le Brésil, l'Équateur, le Paraguay et l'Uruguay. Le Brésil aligne une sélection de l'État du Pernambouc.

## Résultats

### Classement final
Les cinq équipes participantes sont réunies au sein d'une poule unique où chaque formation rencontre une fois ses adversaires. À l'issue des rencontres, l'équipe classée première remporte la compétition.
|   | Équipe    | Pts | J | G | N | P | BP | BC | Diff |
| - | --------- | --- | - | - | - | - | -- | -- | ---- |
| 1 | Uruguay   | 7   | 4 | 3 | 1 | 0 | 13 | 1  | +12  |
| 2 | Argentine | 5   | 4 | 2 | 1 | 1 | 9  | 9  | 0    |
| 3 | Brésil    | 4   | 4 | 2 | 0 | 2 | 7  | 10 | -3   |
| 4 | Équateur  | 3   | 4 | 1 | 1 | 2 | 5  | 9  | -4   |
| 5 | Paraguay  | 1   | 4 | 0 | 1 | 3 | 6  | 11 | -5   |

| 5 décembre  | Brésil    | 3 | 2 | Paraguay  |
| 6 décembre  | Uruguay   | 4 | 0 | Équateur  |
| 9 décembre  | Argentine | 4 | 2 | Paraguay  |
| 12 décembre | Uruguay   | 3 | 0 | Brésil    |
| 12 décembre | Équateur  | 1 | 1 | Argentine |
| 16 décembre | Uruguay   | 5 | 0 | Argentine |
| 19 décembre | Brésil    | 3 | 1 | Équateur  |
| 22 décembre | Argentine | 4 | 1 | Brésil    |
| 22 décembre | Paraguay  | 1 | 1 | Uruguay   |
| 25 décembre | Équateur  | 3 | 1 | Paraguay  |

### Matchs
| 5 décembre 1959                                                                                         | Brésil              | 3 – 2 | Paraguay               | Estadio Modelo (Guayaquil)                       |                                                  |
| | Paulo 25e, 39e, 60e | (2 - 0) | Parodi 72e, 80e (pen.) | Spectateurs : 35 000 Arbitrage : Carlos Ceballos | Spectateurs : 35 000 Arbitrage : Carlos Ceballos |
| Waldemar - Givaldo, Édson - Clóvis, Biu, Zequinha - Traçaia, Zé de Mello ( Tião), Geraldo, Paulo, Elías | Équipes             | Aguilar - Torres, Monín - Villalba, Echagüe, Lezcano - Benítez ( Jara), Insfrán ( Núñez), Muñoz, Cabral, Parodi |                        | Spectateurs : 35 000 Arbitrage : Carlos Ceballos | Spectateurs : 35 000 Arbitrage : Carlos Ceballos |

| 6 décembre 1959 | Uruguay                                                      | 4 – 0 | Équateur | Estadio Modelo (Guayaquil)                           |                                                      |
| | Silveira 1re (pen.) · Escalada 28e · Bergara 46e · Pérez 52e | (2 - 0) |          | Spectateurs : 55 000 Arbitrage : José Luis Praddaude | Spectateurs : 55 000 Arbitrage : José Luis Praddaude |
| Sosa - Troche, Silveira - Méndez, González, Mesías - Pérez, Bergara ( 65e Guaglianone), Douksas ( 80e Benítez), Sasía, Escalada | Équipes                                                      | Bonnard - Gonzabay, Argüello - Nall ( Izaguirre), Galarza ( Reeves Patterson), Gómez - Balseca, Palacios, Spencer, Raffo, Almeida |          | Spectateurs : 55 000 Arbitrage : José Luis Praddaude | Spectateurs : 55 000 Arbitrage : José Luis Praddaude |

| 9 décembre 1959 | Argentine                                    | 4 – 2 | Paraguay                 | Estadio Modelo (Guayaquil)                      |                                                 |
| | Sanfilippo 8e, 57e, 89e (pen.) · Pizzuti 81e | (1 - 1) | Insfrán 30e · Cabral 90e | Spectateurs : 15 000 Arbitrage : Esteban Marino | Spectateurs : 15 000 Arbitrage : Esteban Marino |
| Errea - Anido, Murúa - Lombardo, Rattín ( 69e Guidi), Mouriño - Facundo, Ruiz ( 69e Pizzuti), García ( 46e Sosa), Sanfilippo, Boggio | Équipes                                      | Riquelme - Gómez, Monín - Villalba, Monges ( Zaracho), Lezcano - Benítez ( Jara), Núñez, Insfrán ( Esquivel), Cabral, Parodi |                          | Spectateurs : 15 000 Arbitrage : Esteban Marino | Spectateurs : 15 000 Arbitrage : Esteban Marino |

| 12 décembre 1959                                                                                           | Uruguay                                | 3 – 0 | Brésil | Estadio Modelo (Guayaquil)                           |                                                      |
| | Escalada 49e · Bergara 67e · Sasía 75e | (0 - 0) |        | Spectateurs : 55 000 Arbitrage : José Luis Praddaude | Spectateurs : 55 000 Arbitrage : José Luis Praddaude |
| Sosa - Troche, Silveira - Méndez, González, Mesías - Pérez ( 46e Píriz), Bergara, Douksas, Sasía, Escalada | Équipes                                | Waldemar - Givaldo, Édson - Clóvis, Biu, Zequinha - Traçaia ( Tião), Zé de Mello, Geraldo ( Elcy), Paulo, Elías |        | Spectateurs : 55 000 Arbitrage : José Luis Praddaude | Spectateurs : 55 000 Arbitrage : José Luis Praddaude |

| 12 décembre 1959 | Équateur  | 1 – 1 | Argentine | Estadio Modelo (Guayaquil)                           |                                                      |
| | Raffo 20e | (1 - 0) | Sosa 62e  | Spectateurs : 55 000 Arbitrage : José Gomes Sobrinho | Spectateurs : 55 000 Arbitrage : José Gomes Sobrinho |
| Bonnard - Gonzabay, Argüello - Izaguirre, Galarza ( Reeves Patterson), Gómez - Balseca, Palacios, Spencer, Raffo ( Saeteros), Cañarte ( Almeida) | Équipes   | Negri - Griguol, Murúa - Arredondo, Guidi, Mouriño - Facundo ( 51e Boggio), Pizzuti ( 81e Ruiz), Sosa, Sanfilippo ( 63e Rodríguez), Belén |           | Spectateurs : 55 000 Arbitrage : José Gomes Sobrinho | Spectateurs : 55 000 Arbitrage : José Gomes Sobrinho |

| 16 décembre 1959                                                                              | Uruguay                                                       | 5 – 0 | Argentine | Estadio Modelo (Guayaquil)                           |                                                      |
|                                                                                               | Silveira 9e (pen.), 55e (pen.) · Bergara 15e, 64e · Sasía 25e | (3 - 0) |           | Spectateurs : 50 000 Arbitrage : José Gomes Sobrinho | Spectateurs : 50 000 Arbitrage : José Gomes Sobrinho |
| Sosa - Troche, Silveira - Méndez, González, Mesías - Pérez, Bergara, Douksas, Sasía, Escalada | Équipes                                                       | Negri - Griguol, Murúa - Arredondo, Guidi, Betinotti ( 25e Rattín) - Boggio, Pizzuti ( 57e), Sosa ( 65e Ruiz), Sanfilippo ( 65e Rodríguez), Belén |           | Spectateurs : 50 000 Arbitrage : José Gomes Sobrinho | Spectateurs : 50 000 Arbitrage : José Gomes Sobrinho |

| 19 décembre 1959 | Brésil                                    | 3 – 1 | Équateur  | Estadio Modelo (Guayaquil)                      |                                                 |
| | Paulo 23e · Geraldo 42e · Zé de Mello 45e | (3 - 1) | Raffo 12e | Spectateurs : 55 000 Arbitrage : Esteban Marino | Spectateurs : 55 000 Arbitrage : Esteban Marino |
| Waldemar - Givaldo, Édson - Clóvis, Zé María, Zequinha - Traçaia ( Goiano), Zé de Mello, Geraldo, Paulo ( Tião), Elías | Équipes                                   | Bonnard - Gonzabay, Argüello - Izaguirre, Galarza ( Reeves Patterson), Gómez - Balseca ( Aurea), Palacios, Spencer, Raffo, Cañarte |           | Spectateurs : 55 000 Arbitrage : Esteban Marino | Spectateurs : 55 000 Arbitrage : Esteban Marino |

| 22 décembre 1959                                                                                           | Argentine                            | 4 – 1 | Brésil      | Estadio Modelo (Guayaquil)                      |                                                 |
| | García 2e · Sanfilippo 27e, 89e, 90e | (2 - 0) | Geraldo 64e | Spectateurs : 42 000 Arbitrage : Esteban Marino | Spectateurs : 42 000 Arbitrage : Esteban Marino |
| Negri - Anido, Murúa - Arredondo, Guidi, Mouriño - Facundo ( 65e Carbone), Ruiz, García, Sanfilippo, Belén | Équipes                              | Waldemar - Givaldo, Édson - Clóvis, Zé María, Zequinha - Traçaia, Zé de Mello, Geraldo, Paulo ( Biu), Elías ( Goiano) |             | Spectateurs : 42 000 Arbitrage : Esteban Marino | Spectateurs : 42 000 Arbitrage : Esteban Marino |

| 22 décembre 1959 | Paraguay   | 1 – 1 | Uruguay   | Estadio Modelo (Guayaquil)                           |                                                      |
| | Parodi 32e | (1 - 0) | Sasía 88e | Spectateurs : 45 000 Arbitrage : José Luis Praddaude | Spectateurs : 45 000 Arbitrage : José Luis Praddaude |
| Aguilar ( Riquelme) - Gómez, Monín - Villalba ( Torres), Echagüe, Lezcano - Jara, Núñez, Insfrán, Cabral ( Zárate), Parodi | Équipes    | Sosa - Troche, Silveira - Méndez ( 60e Davoine), González, Mesías - Pérez, Bergara ( 67e Benítez), Douksas, Sasía, Escalada |           | Spectateurs : 45 000 Arbitrage : José Luis Praddaude | Spectateurs : 45 000 Arbitrage : José Luis Praddaude |

| 25 décembre 1959 | Équateur                                | 3 – 1 | Paraguay        | Estadio Modelo (Guayaquil)                           |                                                      |
| | Spencer 52e · Balseca 60e · Cañarte 89e | (0 - 1) | Gómez 11e (csc) | Spectateurs : 55 000 Arbitrage : José Gomes Sobrinho | Spectateurs : 55 000 Arbitrage : José Gomes Sobrinho |
| Yu Lee - Gonzabay, Argüello - Nall, Galarza, Gómez - Balseca, Palacios ( Guerra), Spencer ( Saeteros), Raffo, Cañarte | Équipes                                 | Aguilar - Gómez, Monín - Villalba, Echagüe, Lezcano ( Zaracho) - Jara, Núñez, Insfrán ( Esquivel), Cabral, Parodi |                 | Spectateurs : 55 000 Arbitrage : José Gomes Sobrinho | Spectateurs : 55 000 Arbitrage : José Gomes Sobrinho |

| Championnat sud-américain de football de 1959 (2) - Vainqueur Uruguay 10e titre |

## Meilleurs buteurs

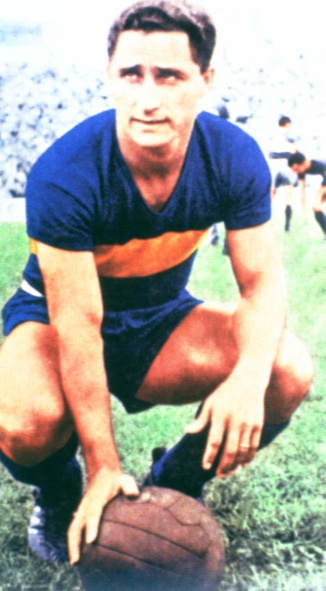
José Sanfilippo (avec le maillot de Boca Juniors).

6 buts
- José Sanfilippo

4 buts
- Paulo Pisaneschi
- Mario Bergara

3 buts
- Silvio Parodi
- Alcides Silveira
- José Francisco Sasía